# Contre le temps et l'effacement, Boris Lehman...
Pour plus de détails, voir Fiche technique et Distribution.
Contre le temps et l'effacement, Boris Lehman... est un film documentaire québécois produit et réalisé par Denys Desjardins, sorti en 1997.

## Synopsis
Boris Lehman compte parmi les cinéastes les plus personnels et les plus obstinés de la Belgique. Acteur, réalisateur, producteur et distributeur, il incarne à lui seul l’image du créateur qui survit en marge de l’industrie et ses films participent à la captation urgente et prenante de ce qu’est une vie de cinéaste. De Bruxelles à Paris, amis, cinéastes, critiques et techniciens témoignent ici de leur compréhension de cet homme pour qui la vie est une raison de filmer et filmer une raison de vivre.

## Fiche technique
- Réalisation : Denys Desjardins
- Production : Denys Desjardins / Les Films du Centaure
- Scénario : Denys Desjardins
- Photographie : Denys Desjardins
- Montage : Denys Desjardins
- Musique : Djelem
- Langue : français
- Genre : Film documentaire
- Durée : 23 minutes

## Distribution
- Boris Lehman
- François Albera
- Jacqueline Aubenas
- Michel-Jean Bélanger
- André Colinet
- Gérard Courant
- Jean-Noël Gobron
- Antoine-Marie Meert
- Joseph Morder
- Dominique Noguez
- Dominique Païni

## Distinctions
- 1997 : Mention meilleur court métrage québécois de l'année 1997 (AQCC)